# Jacobus Barbireau
Jacobus Barbireau (ook Barbirianus) (Antwerpen, 1455 – aldaar, 7 augustus 1491) was een Antwerpse polyfonist.
Hij werd door zijn tijdgenoten beschouwd als een uitmuntende componist, hetgeen een waardering is die door musicologen van onze tijd wordt onderschreven, al is het overgeleverde oeuvre klein, mede doordat de componist op jonge leeftijd overleed.

## Leven
Tot de jaren 1960 werd Barbireau verward met een andere wat oudere componist
Barbingant; bronnen uit die tijd hanteren vaak een verschillende spelling of vermelden de voornamen van de componisten niet, hetgeen verwarring in de hand werkt.
Barbireau werd vermoedelijk in Antwerpen geboren. Zijn beide ouders waren inwoners van die stad en van welgestelde afkomst. Barbireaus grootouders waren Aernout Barbireau en Johanne, zijn vader Jan Barbireau (* 1425/6; † na 1487), die met de in 1487 overleden Johanne van Sint Pol, Jacobus' moeder, getrouwd was.
Over de kinderjaren en de jeugd van Barbireau staat voor het overige niet veel bekend. Kennelijk moet hij een gedegen universitaire en muzikale vorming hebben genoten, want de vroegst bewaarde documenten die met hem gerelateerd zijn, berichten over een leergierige en invloedrijke student. In de tweede helft van 1481 was de beroemde geleerde en musicus Rodolphus Agricola, die in de jaren 1470 in Ferrara werkte, naar Antwerpen gekomen. "Een aantal kanunniken en vele voorname jongeren" hadden hem gesmeekt om jaarlijks voor 100 kronen voordrachten te houden. Agricola was bereid op dit aanbod in te gaan op voorwaarde dat hij door de stad zou worden betaald. Barbireau kreeg de taak hierover met de stad te onderhandelen. In een brief van 27 maart 1482, verstuurd vanuit Groningen, herinnerde Agricola Barbireau aan de overeenkomst aangaande de voordrachten. Oorlogsomstandigheden hadden een vertragende werking op de onderhandelingen, zodat Agricola pas op 25 oktober 1482 Barbireaus brief ontving, waarin die hem de goedkeuring van het stadsbestuur meedeelde. Agricola had intussen echter beslist in te gaan op een verzoek van de universiteit van Heidelberg, waarover hij Barbireau in een brief van 1 november 1482 uit Keulen inlicht. Omdat Barbireau niet in een toestand verkeerde waarin het voor hem mogelijk was in Heidelberg bij Agricola te studeren, schreef die laatste voor Barbireau het traktaat "De formando studio" (1484), een soort van leidraad die hij Barbireau bij zijn studie aanreikt. Verschillende brieven die Agricola Barbireau had geschreven, zijn behouden gebleven; één daarvan geeft nuttige informatie over Barbireaus leven. Uit wat we uit de brieven kunnen opmaken moet Barbireau als componist al omstreeks 1484 werkzaam zijn geweest en is zijn roem de stadsmuren van zijn geboortestad nog niet voorbij geraakt. Omstreeks 1482 was Barbireau afgestudeerd.
Al bij aanvang van de jaren 1480 was Barbireau gewaardeerd als musicus en componist. Wellicht al van in zijn jeugd was hij verbonden met de Onze-Lieve-Vrouwekathedraal (Antwerpen). Minstens al vanaf 1482 was die het middelpunt van zijn leven. In 1484 verwierf Barbireau de betrekking van koorleider aan de Antwerpse Onze-Lieve-Vrouwekathedraal, een betrekking die hij tot aan zijn dood zou behouden. Sinds 1487 stond Barbireau in de rekenboeken van de kathedraal als "zangmeester" of "magister choralum" opgetekend, maar hij had die betrekking vermoedelijk al vanaf 1484/85: in die tijd betaalde hij, als magister, een bijdrage aan de capellania "Onze Lieve Vrouw in het Nieuwwerk", een voor de zangmeesters opgezette stichting. Het koor dat Barbireau toen leidde, bestond uit 8 koralen en 12 zangers. Verschillende Antwerpse gilden deelden de verantwoordelijkheid over de muzikale opluistering van de eredienst. Elke morgen om 7 uur werd een mis gezongen, elke avond de lauden. De taak van de zangmeester bestond er onder andere in over het wel en wee van de koralen - de koorknapen - te waken, ze in muziek en in de gebruiken van de kerk te onderrichten en ze zeden en fatsoen bij te brengen; hij moest ze op hun weg van het koraalhuis naar de kerk begeleiden, waar ze samen met de zangmeester woonden, en op de weg terug. Ook diende hij de psalmen en responsoria te intoneren bij de eredienst.
Naast zijn functie bij de Antwerpse hoofdkerk stond Barbireau in nauw contact met het hof van keizer Maximiliaan I. Vanaf 1486 verstrekte hij Guillaume de Ternay onderricht in opdracht van de Rooms-koning. In 1489 hield Barbireau zich in 's-Hertogenbosch op. Wellicht hield dit bezoek verband met de grote reis die hem tot in Buda zou voeren, waar hij met een aanbevelingsbrief van Maximiliaan op zak, eind 1489, begin 1490, aankwam en waar hij aan koningin Beatrix van Aragón (1457-1508) werd voorgesteld. In 1490/91 keerde Barbireau naar Antwerpen terug, waar hij op 7 augustus 1491 overleed.
In zijn testament nam hij de vrouw op met wie hij na 1487 getrouwd was en de dochter die hij met haar had, Jacomyne Barbireau (geboren na 1487 - overleden na 1525).
Keizer Maximiliaan I schijnt hem hoog te hebben gewaardeerd en toen Barbireau in 1490 naar Buda in Hongarije trok, had ook koningin Beatrix woorden van lof voor hem over.
Het lijkt erop alsof zijn gezondheid tijdens de laatste negen jaar van zijn leven zwak moet zijn geweest. Barbireau overleed in Antwerpen, kort na zijn terugkeer uit Hongarije.

## Muziek
De Antwerpse kathedraalbibliotheek werd in 1556 vernietigd bij met de Reformatie gerelateerde strubbelingen, waardoor het grootste deel van Barbireaus oeuvre verloren moet zijn gegaan. Sommige muziekstukken bleven bewaard, veelal in buitenlandse bronnen, onder meer in de Chigi Codex. En wat niet verloren is gegaan blijkt van buitengemeen hoogstaand niveau te zijn. In 2001 noteerde Rob Wegman in de "New Grove" : Barbireau vertoont een graad van contrapuntische gladheid en melodisch-harmonische vindingrijkheid die hem zonder meer tot de gelijke maken van componisten als Isaac en Obrecht. Zijn stijl is inderdaad nauw verwant met die van Heinrich Isaac, een Nederlandse polyfonist die het grootste deel van zijn componistenloopbaan in Duitstalige landen doorbracht.
Twee missen zijn bewaard gebleven; een vier- en een vijfstemmige. Voorts een Kyrie voor de Paastijd, en een beroemd vierstemmig motet, gebaseerd op het Lied van Salomon, Osculetur me. De vijfstemmige mis is op ongewone wijze gezet: de stemmen hebben divisi-partijen, die aangeven dat ten minste tien stemmen nodig zijn om ze te zingen. In deze compositie is de textuur contrastrijk, met homofone passages die de polyfonie afwisselen, en met snel voortbewegende partijen die zich vlechten om de trager voortbewegende partijen. Het motet Osculetur me gebruikt tessituren voor de lage stem die aan Ockeghem herinneren.
Onder de wereldlijke muziek werd het driestemmige lied "Een vroylic wesen" een Europese "hit". Het wordt in verschillende zettingen aangetroffen in Spanje, Italië en Engeland; Heinrich Isaac leende de melodie voor zijn "Missa Frölich wesen". De drie overgeleverde wereldlijke liederen werden alle aangewend als uitgangspunt voor missen van zowel Isaac als Obrecht.

## Overgeleverde werken

### Missen en misdelen
1. Missa virgo parens christi, vijfstemmig.
Bron: Wenen, Österreichische Nationalbibliothek (ÖNB), Ms 1783 (nr. 1), f. 1v-17r (Jacobus Barbyrianus); Rome, Biblioteca Apostolica Vaticana, Ms Chigi CVIII 234 (nr. 20), f. 143v-153r (anoniem, zonder Agnus Dei III).
2. Missa faulx perverse, vierstemmig.
Bron: Wenen, ÖNB, Ms. 11883 (nr. 13) f. 174v-185 (Barberiaw); Wenen, ÖNB, Ms 1783 (nr. 2), f. 17v-33r (Barbiraw).
3. Kyrie paschale, vierstemmig.
Bron: Wenen, ÖNB, Ms 1883 (nr. 13), f. 167v-170r (Barbirianus); Wenen, ÖNB, Ms 15497 (nr. 1), f. 1v-5r (Barbireau); Jena, Universitätsbibliothek, Chorbuch 22 (nr. 86), f. 113v-116r (Barbiraw).

### Motetten
1. Osculeum me, vierstemmig.
Bron: Brussel, Koninklijke Bibliotheek, Ms 9126 (nr. 20), f. 174v-177r, (Jac. B.).

### Wereldlijke liederen
1. Scoen lief, vierstemmig, v.
Bron: Rome, Biblioteca Casanatense, Ms. 2856 (nr. 27), f. 30v-31r (Ja. barbirau).
2. Gracioulx et biaulx, vierstemmig.
Bron: Rome, Biblioteca Casanatense, Ms. 2856 (nr. 29), f. 32v-34r (B.).
3. Een vroylic wesen (Qu’en dictes vous, Se une fois.) 3(4) v.
Bron: Kopenhagen 1848-2° (Jacquies d’Anvers), Segovia (nr. 94) f. 166r (Jacobus B.); RISM 15389 (in Jena wordt het exemplaar aan J.B. toegeschreven). Sankt Gallen 462 (met toegevoegde altus; Obrecht), 463 (met toegevoegde altus; Obrecht). RISM 15389 (in het Berlijnse exemplaar aan Obrecht toegeschreven). Greifswald 640-41 (enkel S,B; Isaac); Ulm, Domarchiv, Schermarsche Sammlung Ms. 237 a,b,c,d (anoniem), Doornik, Stadsbibliotheek, chansonnier (liedboek) van Doornik (nr. 20) f. 26v.27r (anoniem).